# Как по маслу (фильм, 1946)
«Как по маслу» (англ. Smooth as Silk) — фильм нуар режиссёра Чарльза Бартона, вышедший на экраны в 1946 году.
Фильм рассказывает историю убийства адвокатом (Кент Тейлор) театрального продюсера (Джон Лител), после того, как невеста адвоката, актриса (Вирджиния Грей) ушла к продюсеру ради роли в его новом мюзикле.
Несмотря на увлекательный сюжет и напряжённую интригу, этот небольшой фильм категории В не привлёк к себе особого внимания критики.

## Сюжет
Успешный адвокат Марк Фентон (Кент Тейлор) в суде добивается оправдания молодого плейбоя Дона Эллиотта (Дэнни Мортон), обвинённого в том, что, управляя автомобилем в пьяном виде, он насмерть сбил пешехода. После завершения процесса Марк просит дядю и опекуна Дона, авторитетного театрального продюсера Стивена Эллиотта (Джон Лител), в соответствии с договорённостью дать его подруге, актрисе Поле Марлоу (Вирджиния Грей) роль в его новой театральной постановке. Стивен отказывается от данного ранее обещания, компенсируя отказ щедрым гонораром. Тем временем к Поле приезжает из провинции её младшая сестра Сьюзен (Джейн Адамс), и Марк приглашает обеих сестёр в ресторан. Во время ужина Пола крайне расстроена отказом Стивена взять её на роль, однако немного отходит, когда Марк дарит ей дорогой браслет. В ресторане Марк знакомит своих дам с окружным прокурором и другом Джоном Кимболлом (Милберн Стоун) и со своим учителем, опытным юристом Флетчером Холидэем (Чарльз Траубридж). В зале ресторана они замечают Дона Эллиотта, который напивается у барной стойки. Когда Марк упоминает о том, что Дон является племянником Стивена и наследником всего семейного состояния, которым сейчас в качестве опекуна управляет дядя, это вызывает у Полы живой интерес. Она бросает свою компанию, знакомится с Доном и договаривается с ним о встрече тем же вечером у себя дома.
Пола начинает регулярно встречаться с Доном, что очень радует Стивена, так как под её влиянием Дон бросает пить. Однажды вечером Пола обращается к Дону с просьбой устроить её на роль в спектакле Стивена. Однако Дон отказывается говорить об этом с дядей на том основании, что главная героиня спектакля — порочная и лживая женщина, и такая роль совершенно не подходит Поле. Восхищённый влиянием Полы на своего племянника, Стивен решает пригласить её в гости на ужин. Хотя Сьюзен видит, что Пола просто манипулирует мужчинами ради получения роли, она тем не менее соглашается составить сестре компанию и пойти на ужин в дом Эллиотов. Узнав во время ужина, что Дон не унаследует семейное состояние, если женится до тридцати лет, Пола даёт Стивену понять, что Дон на самом деле интересуется не ей, а Сьюзен. Почувствовав, что Стивен симпатизирует ей, Пола прямо заявляет ему, что хотела бы играть главную роль в его новой пьесе. Проконсультировавшись со своим дворецким Уолкоттом (Гарри Чешир), Стивен тут же утверждает её кандидатуру. После этого вечера Пола начинает встречаться со Стивеном, одновременно продолжая поддерживать связь с Марком, однако игнорирует Дона, который от отчаяния снова начинает пить. Премьера спектакля Стивена с Полой в главной роли проходит с большим успехом. На вечеринке, устроенной по случаю успешной премьеры, Марк пытается выяснить отношения с Полой, однако Стивен публично объявляет о своей помолвке с ней. Услышав это, разъярённый Марк набрасывается на Стивена с кулаками, однако затем по требованию Полы уходит.
С помощью своего агента Марк устраивает тайную слежку как за Полой, так и за Стивеном, вскоре получая информацию об их ближайших планах, а также о напряжённом разговоре между Стивеном и Доном, в ходе которого Дон угрожал своему дяде. Затем Марк крадёт из квартиры Полы её браслет и сигаретный окурок, после чего приходит в дом к Стивену. Угрожая оружием, Марк заявляет продюсеру, что застрелит его и подставит в убийстве Полу, тем самым поставив её в зависимое положение от себя. В отчаянии Стивен предлагает разорвать свою помолвку с Полой, но адвокат его убивает. Подбросив в кабинет улики, свидетельствующие о виновности Полы, Марк незаметно выходит на улицу и дожидается её приезда. Когда Пола обнаруживает тело убитого Стивена, она в ужасе выбегает из дома на улицу, где сталкивается с Марком, который якобы пришёл извиниться перед Стивеном за вчерашний инцидент. Отправив Полу домой, Марк звонит прокурору Кимболлу, заявляя, что он только что застрелил Стивена Эллиотта. Прибыв на место преступления, Кимболл сразу начинает подозревать, что Марк просто прикрывает Полу, особенно после того, как на месте преступления обнаружены улики, подброшенные Марком. Кимболл задерживает Полу, между тем Марк, настаивая на собственной вине, уговаривает Холидэя стать его адвокатом. Дотошный Холидэй требует проведения следственного эксперимента, в результате которого подозрения в отношении Полы ещё более усиливаются. Марк начинает опасаться, что в итоге Полу действительно признают виновной. Чтобы избежать подобного развития событий, Марк приезжает к Дону и убеждает его в том, что это он, сильно напившись, убил Стивена. После ухода Марка подавленный Дон звонит Кемболлу и сознаётся в убийстве, после чего говорит, что собирается покончить с собой. Когда Дон упоминает о том, что его убедил в этом Марк, Кимболл отвечает, что он знает, кто на самом деле является убийцей, и стремительно направляется в дом Эллиоттов. Вскоре Марк получает письмо от Дона, который сообщает, что сознался во всём прокурору и хотел после этого покончить с собой, но у него не хватило на это сил. Боясь, что всё-таки может застрелиться, Дон прислал вместе с письмом Марку свой пистолет. Тогда Марк, взяв полученное оружие, снова приезжает в дом Эллиоттов с намерением убить Дона, замаскировав убийство под самоубийство. Когда Марк стреляет в якобы спящего Дона, появляется Кимболл вместе с полицейскими, которые арестовывают Марка за убийство Стивена. Как выясняется, Кимболл специально устроил эту ловушку для Марка, уговорив Дона служить приманкой и предварительно зарядив его пистолет холостыми патронами.

## В ролях
- Кент Тейлор — Марк Фентон
- Вирджиния Грей — Пола Марлоу
- Милберн Стоун — Джон Кимболл
- Джон Лител — Стивен Эллиотт
- Джейн Адамс — Сьюзен Марлоу
- Дэнни Мортон — Дон Эллиотт
- Чарльз Траубридж[англ.] — Флетчер Холидэй
- Гарри Чешир — Уолкотт

## Создатели фильма и исполнители главных ролей
Режиссёр Чарльз Бартон более всего известен постановкой целой серии успешных фильмов с участием Эботта и Костелло, среди них «Время их жизни» (1946), «Рядовые возвращаются домой» (1947), «Эбботт и Костелло встречают Франкенштейна» (1948) и «Африка зовёт» (1949). Как пишет историк кино Хэл Эриксон, Бартон взял перерыв в работе над серией фильмов про Эбботта и Костелло на «Юнивёрсал», чтобы поставить этот триллер категории В. В дальнейшем Бартон снял для студии Уолта Диснея семейные комедии «Лохматый пёс» (1959) и «Тоби Тайлер» (1960), а также много работал на телевидении.
Кент Тейлор сыграл значимые роли второго плана в мелодраме «Оплата по требованию» (1951) с Бетт Дейвис и в фильме нуар «Оттенок алого» (1956), а также главные роли в таких фантастических фильмах категории В, как «Фантом с глубины 10 000 лиг» (1955) и «День, когда Марс напал на Землю» (1963), а также в серии низкобюджетных фильмов ужасов 1960-х годов. Вирджиния Грей сыграла роли второго плана более чем в 100 фильмах, среди них детективные комедии «Другой тонкий человек» (1939) и «Свист в темноте» (1941), приключенческий экшн «Приключения Тарзана в Нью-Йорке» (1942), фильм нуар «Шоссе 301» (1950), мелодрама «Всё, что дозволено небесами» (1955), романтическая комедия «Татуированная роза» (1955), вестерн «Нет имени на пуле» (1959) и социальная драма Сэмюэла Фуллера «Обнажённый поцелуй» (1964). Милберн Стоун сыграл роли второго плана во многих значимых жанровых картинах, среди них детектив Роя Уильяма Нила «Шерлок Холмс перед лицом смерти» (1943), фильм нуар Роберта Сиодмака «Леди-призрак» (1944), фильм нуар Сэмюэла Фуллера «Происшествие на Саут-стрит» (1953), фантастическая лента Уильяма Камерона Мензиса «Захватчики с Марса» (1953) и биографическая военная драма Джона Форда «Длинная серая линия» (1955). Однако более всего Стоуна помнят по роли Дока в телесериале-вестерне «Дымок из ствола», которую он сыграл в 604 эпизодах в период 1955-75.

## Оценка фильма критикой
По мнению историка кино Хэла Эриксона, «хотя фильм идёт всего лишь 65 минут, он производит более сильное впечатление, чем некоторые более амбициозные мелодрамы студии „Юнивёрсал“ категории А того же времени».